# 村瀬優花
村瀬 優花（むらせ ゆうか、1986年4月1日 - ）は、日本のAV女優。
マークスジャパン所属。
趣味は、ドライブ。特技は陸上競技。

## 略歴
- 2007年にAVデビュー。

## 作品

### アダルトビデオ
2007年
- 黒ブーツ 2 (9月21日、フリーダム)共演:蒼崎センナ、冬野みずき、愛田ゆなる
- ぺたんこパンプス (10月31日、フリーダム)共演:蒼崎センナ、冬野みずき、愛田ゆなる
- OLの黒ソックス (10月31日、フリーダム)共演:蒼崎センナ、冬野みずき、愛田ゆなる
- 美少女の足裏 6 (12月20日 フリーダム)共演:しいないおり、宝月ひかる、姫宮ラム、真咲ぴい子、片瀬りこ、愛田ゆなる、瀬戸ひなた、紗倉もも
- ゆうか ロングインタビュー H (12月22日 チェリーズ)

2008年
- スケベ&パーティー アクメ本能まるだし泥酔レズビアン (1月19日、クロス)共演:原田美咲、風谷音緒、柳田やよい、前園リカ
- JKの皆さん、僕のチ○ポ遊びのお手伝いをしてくれませんか? (1月25日、アロマ企画)オムニバス作品 他出演:並木るか、里谷友、弓川彩乃
- オトコのスケベな妄想シリーズ VOL.11 Hな催眠術を手に入れた!! (2月7日、SODクリエイト)共演:姫野りむ、はるか悠、詩音、下北やよい、風谷音緒 ほか
- 究極の妄想発明シリーズ第2弾 すけすけ透視メガネ (2月21日、ROCKET)オムニバス作品 他出演:姫野りむ、霧島奈緒子、山田美樹、菅野麻弥、上原リナ
- あやつり人形SEX (3月20日、ROCKET)他出演:愛音ゆう
- コスプレイベント撮影会 (3月21日、TMA)オムニバス作品 他出演:桜井舞、はるか悠、冬野みずき、神楽恵、佐原みつな、藤沢ローラ、山田美樹、綾瀬みゅう、華原ゆい、風谷音緒、霧島さつき、芹川レイラ、蛯沢ケイ
- 爆汁!トルネード 勢いのある顔面発射 (5月21日、レイディックス)オムニバス作品 他出演:立花なお、中原美姫、星あやか、望月ゆみ
- Collapse 鞭!蝋燭!ペニバン!M男大調教編 (7月20日、C-Format)共演:柳田やよい
- サド女達の密室監禁調教 (7月20日、C-Format)共演:詩音、冬野みずき、柳田やよい、千尋、宮園麗華
- 女子校生ブルマ顔騎放尿 (8月20日、C-Format)オムニバス作品 他出演:矢沢リン、宮園麗華、詩音
- be Charmed ハードレズ顔騎放尿 (9月9日、C-Format)他出演:柳田やよい
- 「DANDY特別版 日本中を勃起させたあの美淑女/女子校生/エステティシャン/看護師は今!? もう一度逢ってヤられたい!」 (9月18日、DANDY)オムニバス作品 他出演:芹澤かなえ、上原リナ、高坂保奈美、あげは
- すっぴん (11月25日、しのだプロジェクト)オムニバス作品 他出演:風谷音緒、赤西涼、詩音、柳田やよい、坂田美影
- 中出し女子校生暴行 犯られ続ける3時間 (12月12日、ビッグモーカル)オムニバス作品 他出演:平井柚葉、喜多嶋未来、瀬戸あずさ、永瀬りいな
- 至極、地獄、極楽。 chapter.6 (12月19日、十色)共演:冬野みずき、柳田やよい、詩音

2009年
- 女子校生強制中出し 17 (1月15日、隼エージェンシー)オムニバス作品 他出演:桐島みずほ、水野さやか、桐原亜澄、詩音、日向愛葉
- 鼻フック (3月25日、しのだプロジェクト)オムニバス作品 他出演:風谷音緒、詩音、坂田美影、柳田やよい
- 変態催眠 (4月11日、トラウマアート)
- ザーメンぐちゅぐちゅすりこみオナニー (4月17日、INAZUMA)オムニバス作品 他出演:冬野みずき、大槻ひびき、矢沢るい
- 極上手コキ Vol.5 (4月19日、ミスター・インパクト)オムニバス作品 他出演:かわのすみれ、むかいねね、阿部らん、雨宮ゆん、横須賀ねね、加羽ゆい、桐島みずほ、今井なつみ、詩音、七咲楓花、渋谷梨華、純花しおん、上原ひな、真心実、神谷りの、須真杏里、水野さやか、青木菜摘、石川みずき、雪平あい、倉科さやか、早崎れおん、大崎ちわ、椿エリ、白浜ゆり、姫川みなみ、片岡梨沙、涼宮ラム、遥ゆりあ、華咲レイ、片岡美沙、秋月まひる、観月さな、藤沢ローラ、神野楓、春乃ヒカリ、上原リナ、日羽まり、渋谷あすか
- 調教AFFAIR (4月21日、トラウマアート)他出演:根本あきこ
- 非ヌキ系サロン 洗体エステで勃起しちゃった僕 (5月7日、アキノリ)オムニバス作品 他出演:山戸優、江東秋奈、内藤斐奈、桜樹うらん、白瀬ゆゆ
- 制服美人お姉さん26人の、濃厚スペルマごっくん手コキ240分! (5月19日、ROOKIE)オムニバス作品 他出演:安西カルラ、伊藤あずさ、うるみゆう、大沢佑香、一輝ゆきな、川上ゆう、大塚咲、黒川モカ、倖田みらい、佐伯奈々、鈴香音色、瀬崎るな、橘花梨、辻さき、natsuha、七瀬ゆうり、西尾美沙、はるか悠、木下涼子、小原泉、白浜ユリ、芽衣奈、早崎れおん、原田実紗、宮里サキ
- 火曜日は全裸登校日 3 (6月4日、アキノリ)共演:浅岡沙希、天野真由理、市柳ルイ、江藤秋奈、蛯沢ケイ、岡山涼花、小野寺馨、小原泉、風谷音緒、北村樹里、桜樹うらん、白瀬ゆゆ、白鳥みるか、白浜ユリ、高橋りこ、高見千裕、内藤斐奈、初井てまり、羽村智奈、林このみ、はるか悠、春野ひより、冬野みずき、宝生優果、芽衣奈、山戸優、山元瞳、RUMIKA
- EXORCIZM (6月25日、トラウマアート)他出演:仙道春奈
- 転校したら男は僕一人ぼっちだった No7 (7月9日 アキノリ)共演:芽衣奈、西村アキホ、浅岡沙希、山戸優、はるか悠、江藤秋奈、羽村智奈
- 乳首でアクメ 2 (8月1日、OFFICE K'S)オムニバス作品 他出演:宝生優果、並木るか、あすかみみ、篠原るり、赤西涼
- 悶絶・絶叫・絶頂激イカセスペシャル (8月19日、kichu)オムニバス作品 他出演:吉沢みなみ、工藤れいか、椿まひる、みづき伊織、鈴木ありす
- 睡眠ガスOLジャック 女子寮全員強姦ピストン (8月19日、クロス)共演:浅岡沙希、大崎マリナ、桜樹うらん、白瀬ゆゆ、羽村智奈、春野ひより、姫乃未来、水神ゆうな、内藤斐奈、芽衣奈、桃井りん、ルミカ、白浜ユリ、原田実紗
- フェラコレ 女子校生編 (9月15日 隼エージェンシー)オムニバス作品 他出演:桐原亜澄、桐島みずほ、あすかみみ、雪見紗弥、早乙女ルイ、水野さやか、今井なつみ、みはる、芽衣奈、星野あや、日向愛葉、君野ゆめ、ほしのさり、永井あいこ、岡田あい、中根あゆみ、中村しの、蒼木ゆきな、みはる、南りん、樺月愛華、福島けい子、飯島くらら、愛璃みい、平井綾、戸羽奏、篠原奈美、紺野彩夢
- M男襲撃!殴打!金蹴り! (10月12日、C-Format)オムニバス作品 他出演:冬野みずき、宮園麗華、柳田やよい
- 女子校生れず 先輩と私 84 (11月20日  U&K)共演:あすかみみ
- ネチョレズ! VOL.4 (12月18日  U&K)共演:あすかみみ 他出演:佐伯奈々、桜井エミリ、中森玲子、山口玲子
- もっと大淫乱 イグイグイグイグイグ大乱交 (12月19日、乱丸)共演:玲丸、雪見紗弥、鈴木杏里、加藤はる希、真矢ゆき、桃井りん、西木美羽、宝生優果、今井優、牧れいか、長坂郁美
- ヤバ視 vol.3 (12月20日、ピーターズ)オムニバス作品 他出演:小泉梨菜、晴海カンナ、乙井なずな、鈴木ミント、紗奈、米倉真央

2010年
- 電気按摩地獄 VOL.2 (1月5日、フリーダム)共演:水嶋玲奈、岡山涼花、海野真帆、長野さとり、前園リカ、嶋野祐美
- JK擦りつけオナニー VOL.2 (2月5日、ガリックソン (2月5日、映天)オムニバス作品 他出演:平井綾、愛音ゆり、横山みれい、森永ひよこ、内藤斐奈、水谷真希
- 激イキ！女子校生のディルドオナニー（1月22日、映天）オムニバス作品 他出演:愛璃みい、秋葉さき、風谷音緒、小日向ひな、スザンナ、塚本渚、羽村智奈、ひかり、福山優、桃井りん、森谷みう、梨杏、RUMIKA
- JK・女子校生の放課後 赤ちゃんおむつプレイの女子校生 おしゃぶりフェラ (2月5日、映天)オムニバス作品 他出演:RUMIKA、スザンナ、羽村智奈、雨宮ゆん、森谷みう、風谷音緒、椿まひる、桃井りん、南しずか
- JK・女子校生の放課後 フェラ・手コキで2回出されちゃった連続抜き (2月19日、映天)オムニバス作品 他出演:RUMIKA、スザンナ、羽村智奈、森谷みう、真中ゆかり、風谷音緒、谷原綾香、桃井りん
- 女子校生のおっぱいもみまくり 6 (2月19日、OFFICE K'S)オムニバス作品 他出演:梨杏、浅岡沙希、内藤斐奈 ほか
- JK・女子校生の放課後 パンチラが見えちゃって勃起しちゃう僕は… (3月5日、映天)オムニバス作品 他出演:RUMIKA、スザンナ、羽村智奈、森谷みう、風谷音緒、谷原綾香、桃井りん
- 関東女子校MAP 黒タイツ編 (5月19日、ROOKIE)共演:鈴木茶織、河純ひなみ、伊東麻央、仲尾萌香、丸山比呂、長谷川聖那、朝倉夢、深海沙織、長坂郁美、森谷みう、原田実紗、大崎マリナ、南あやか、あすかみみ、姫乃未来、桃井りん、芹川レイラ、宝生優果
- スロートFUCK ～喉が感じる女たち～ (3月19日、OFFICE K'S)オムニバス作品 他出演:伊吹稟、内藤斐奈、浅岡沙希 真辺ひろの
- CHLORO ANNIVERSARY 2 (3月29日、トラウマアート)オムニバス作品 他出演:蓮美恋、乙音るい
- 射精直後の亀頭をこすり続けると男も潮噴くって知ってる？4 (6月21日、エッジ)オムニバス作品 他出演:あおいつぐみ 他
- 私のオナニー見たい? (6月13日、ミスター・インパクト)オムニバス作品 他出演:水野さやか、大塚咲、葉月由良、水森あおい、キヨミジュン、竹内順子、艶堂しほり、涼宮ラム、高坂保奈美、細川まり、桐島みずほ、松山春菜、石川さとこ、南ありさ、桐原亜澄、折原みさと、成田幸恵、松雪杏奈、新堂織江、黒木麻衣
- レズダッチワイフ (6月19日、クロス)共演:川上ゆう、こずえまき、内藤斐奈、風谷音緒
- 突然、お尻で顔面圧迫されて思わずセンズリしちゃった僕 (7月15日、ジャネス)オムニバス作品 他出演:加藤聖良、芹川レイラ、天美ヒカル、相沢えみり、小咲みお、こずえまき
- 夏休みキャンプ場夜這いレイプ (10月22日、I.B.WORKS)オムニバス作品 他出演:松本優逢、椎名ゆう、唯原愛、三村紗枝